# Hastings College
Hastings College är ett privat liberal arts college i Hastings i den amerikanska delstaten Nebraska. Sedan grundandet år 1882 har Hastings College varit anknutet till presbyteriankyrkan (sedan 1983 Presbyterian Church (U.S.A.) som uppstod ur en sammanslagning av två kyrkosamfund).

## Kända personer som studerat vid Hastings College
- Clayton Anderson, astronaut
- Bill Barrett, politiker
- Tom Osborne, utövare och tränare av amerikansk fotboll samt politiker